# Glauconycteris argentata
Glauconycteris argentata é uma espécie de morcego da família Vespertilionidae. Pode ser encontrada nos Camarões, Guiné Equatorial, Angola, República Democrática do Congo, Quênia, Ruanda, Burundi e Tanzânia.